# Московский пищевой колледж
Государственное бюджетное профессиональное образовательное учреждение города Москвы "Пищевой колледж № 33"   — среднего профессионального образования г. Москвы.

## История
Бывший Московский механико-технологический техникум пищевой промышленности.
- 1931 г. — основан Московский кондитерский макаронный техникум.
- 1932 г. — техникум переименован в кондитерский техникум Моссельпрома.
- 1933 г. — в техникум влился Московский бродильный техникум.
- 1934 г. — переданы две бродильные группы Саранского техникума.
- 1935 г. — техникуму переданы две плодоягодные группы из Московского техникума пищевой промышленности Промкооперации системы МОППС, образовав винодельческое отделение. Техникум получил название «Московский техникум бродильной и кондитерской промышленности народного комиссариата пищевой промышленности РСФСР».
- 1936 г. — в техникум влилась одна кофе-цикорная группа из Ростово-Ярославского сельскохозяйственного техникума. Проведен набор одной группы техжиркормового отделения.
- 1940 г. — техникум переименован в Московский механико-технологической техникум пищевой промышленности (ММТТПП) Минпищепрома РСФСР. В годы Великой Отечественной войны техникум не эвакуировался, продолжал подготовку специалистов для промышленности, хотя здание техникума сильно пострадало и занятия были резко сокращены.
- 1943 г. — при техникуме организована техническая школа по подготовке мастеров-пивоваров с 2-х годичным сроком обучения, набор составил 60 человек.
- 1945 г. — 1953 г. — были открыты механическое и плановое отделения, организованы вечернее и заочное отделения.
- 1968 г. — открытие музея Героя Советского Союза Т. П. Макаровой — выпускницы техникума, лётчицы легендарного 46-го Гвардейского женского авиаполка лёгких ночных бомбардировщиков.
- 1981 г. — введён в эксплуатацию новый учебный корпус общей площадью 9,7 тыс.м², в котором имеется библиотека, спортивный комплекс, актовый зал, учебно-производственные мастерские, столовая, здравпункт, оборудованы 20 лабораторий и 25 кабинетов, компьютерные классы.
- 1983 г. — около здания техникума была установлена стела Герою Советского Союза, выпускнице техникума лётчице Т. П. Макаровой.
- 1991 г. — в техникуме открылся профессиональный музей — Музей Хлеба.
- 1992 г. — ММТТПП был переименован в Московский пищевой колледж.
- 2004 г. — в результате реорганизации путём присоединений Государственных образовательных учреждений:
  - Государственного образовательного учреждения Московского пищевого колледжа,
  - Государственного образовательного учреждения Профессионального училища № 152,
  - Государственного образовательного учреждения Профессионального торгового лицея № 306, —

было образовано «Государственное образовательное учреждение среднего профессионального образования „Пищевой колледж № 33“».
- В 2011 году ГОУ СПО Пищевой колледж № 33 отметил своё 80-летие.
- 2011 г. — Приказом Департамента образования города Москвы Государственное образовательное учреждение среднего профессионального образования Пищевой колледж № 33 переименовано в Государственное бюджетное образовательное учреждение среднего профессионального образования города Москвы Пищевой колледж № 33.
- 2015 г. — ГБОУ СПО Пищевой колледж № 33 переименован а ГБПОУ Пищевой колледж № 33.

## Учебный профиль
В МПК учащиеся обучаются по специальностям:
| Специализация                                                                | Специальность     |
| ---------------------------------------------------------------------------- | ----------------- |
| Монтаж и техническая эксплуатация холодильно-компрессорных машин и установок | Техник            |
| Организация обслуживания в общественном питании                              | Менеджер          |
| Пекарь                                                                       | Пекарь, Кондитер  |
| Повар, кондитер                                                              | Повар, кондитер   |
| Технология хлеба, кондитерских и макаронных изделий                          | Техник–технолог   |
| Технология продукции общественного питания                                   | Техник–технолог   |
| Товароведение и экспертиза качества потребительских товаров                  | Товаровед-эксперт |

## Известные преподаватели
- Оськин, Александр Петрович — военрук с 1972 по 1986 гг[1].; советский танкист, участник Великой Отечественной войны, Герой Советского Союза (23 сентября 1944), полковник (1975).

## Известные выпускники
- Макарова, Татьяна Петровна — советский лётчик, командир звена 46-го гвардейского ночного бомбардировочного авиаполка, гвардии лейтенант. Герой Советского Союза.